# Forever (Antonello Venditti)
Forever è un singolo del cantautore italiano Antonello Venditti, pubblicato il 3 febbraio 2012.

## Il brano
Quinta traccia dell'album Unica. Fa parte della colonna sonora del film capolavoro premio Oscar La grande bellezza di Paolo Sorrentino.